# کنوانسیون ملل متحد علیه شکنجه
کنوانسیون ملل متحد علیه شکنجه و دیگر رفتارها یا مجازات‌های ظالمانه، غیرانسانی یا تحقیر کننده (همچنین شناخته شده با عنوان کنوانسیون ملل متحد علیه شکنجه (انگلیسی: United Nations Convention against Torture)) یک دستورالعمل حقوق بشر بین‌المللی در ملل متحد برای جلوگیری از شکنجه و دیگر قوانین مجازات‌های ظالمانه و غیرانسانی در سراسر جهان است.
متن کنوانسیون در دهم دسامبر ۱۹۸۴ توسط مجمع عمومی سازمان ملل متحد تنظیم شد و به دنبال تصویب آن توسط بیستمین کشور موافق، در ۲۶ ژوئن ۱۹۸۷ به مرحله اجرا گذاشته شد. هم‌اکنون ۲۶ ژوئن به احترام این کنوانسیون به صورت رسمی به عنوان روز جهانی حمایت از قربانیان شکنجه شناخته می‌شود. از زمان اجرای این کنوانسیون، ممنوعیت قطعی علیه شکنجه و دیگر قوانین رفتارها یا مجازات‌های ظالمانه، غیرانسانی یا تحقیرآمیز به عنوان اصل حقوق بین‌الملل عرفی پذیرفته شده‌است. از مارس ۲۰۱۶، ۱۵۹ کشور در این کنوانسیون شرکت کرده‌اند که شامل ایران نبوده‌است.

نقشه کشورهایی که کنوانسیون علیه شکنجه را پذیرفته و تصویب کرده‌اند
امضا کرده و تصویب کرده
امضا کرده اما تصویب نکرده
نه امضا کرده نه تصویب کرده

## ساختار و محتوای کنوانسیون
این کنوانسیون دولت‌ها را ملزم می‌کند که در هر قلمروی تحت حوزه قضایی آنها برای پیشگیری از شکنجه اقدامات تأثیرگذار را اتخاذ کنند و دولت‌ها را از انتقال هر یک از مردم به هر کشوری که در آنجا دلیلی برای این وجود دارد که آنها در آنجا شکنجه شوند منع می‌کند.
میثاق ساختار اعلامیه جهانی حقوق بشر، میثاق بین‌المللی حقوق مدنی و سیاسی، میثاق بین‌المللی حقوق اقتصادی، اجتماعی و فرهنگی را با مقدمه ای و ۳۳ مقاله که رد سه قسمت دنبال می‌کند:
قسمت اول :(ماده‌های ۱ تا ۱۶) تعریف شکنجه (ماده ۱)، و طرفهای مختلف را بر ان می‌دارد که از هرگونه اقدام به شکنجه در سرزمین‌های تحت اتوریته‌شان جلوگیری کنند (ماده ۲).
قسمت دوم: (ماده‌های ۱۷ تا ۲۴) گزارش و مانیتور کردن میثاق و و قدم‌های برداشته شده برای اجرای آن و ایجاد کمیته ضد شکنجه ملل متحد
قسمت سوم :ماده‌های ۲۵ تا ۳۳) مدیریت ورود به خشونت